# Liste der Naturdenkmale in Laufersweiler
Die Liste der Naturdenkmale in Laufersweiler nennt die im Gemeindegebiet von Laufersweiler ausgewiesenen Naturdenkmale (Stand 13. Mai 2024).

## Naturdenkmale
| Nr.         | Bezeichnung                  | Lage                                              | Beschreibung          | Bild                                    |
| ----------- | ---------------------------- | ------------------------------------------------- | --------------------- | --------------------------------------- |
| ND-7140-106 | Eiche am Judenfriedhof       | Kelebann, auf dem jüdischen Friedhof Lage         | Quercus petraea       | Fotos hochladen                         |
| ND-7140-107 | Drei Linden auf dem Friedhof | Provinzialstraße, auf dem Friedhof Lage           | Tilia sp., drei Bäume | Direkt Bild zu diesem Denkmal hochladen |
| ND-7140-108 | Eiche unterm Steg            | westlich des Ortes; Flur Unter der Stegwiese Lage | Quercus petraea       | Direkt Bild zu diesem Denkmal hochladen |